# خلل حس الشم
خَلل حس الشم (بالإنجليزية: Dysosmia)‏ هو اضطراب يصف أي انحراف أو تغيُّر كيفي في إدراك الروائح. تختلف التغيّرات الكيفية عن التغيّرات الكمّية، التي تتضمّن نقص الشم، وانعدام الشم (أو الخشام). يُصنّف خلل الشم إلى خطل الشم أو الاستيهام الشمّي. خطل الشم هو انحراف إدراك الشم، ويتسبب في اختلاف رائحة المواد عن الرائحة التي يتذكّرها المريض. أما الاستيهام الشمّي فهو الإحساس برائحة غير موجودة أصلًا. ما زالت أسباب خلل الشم نظريّات فقط دون إثبات، يُنظَر إليها في أغلب الأحيان على أنها اضطراب عصبي يتظاهر سريريًا على شكل خلل شمّي. توصف معظم الحالات بأنها مجهولة السبب. وتُسبَق أغلب حالات خطل الشم بإنتان طرق تنفسيّة علوية، أو رض على الرأس، أو أمراض الجيوب الأنفية وجانب الأنفية. غالباً ما يتراجع خلل الشم تلقائيًّا. إلا أنه قد يحتاج بعض المرضى تدخلات علاجية لتحقيق الراحة الفورية، وتخفيف الأعراض.

## الأعراض والعلامات
قد تسبّب اضطرابات الشم فقدان القدرة على كشف عوامل الخطورة البيئية، مثل تسرّب الغاز، والسموم، والدخان. بالإضافة إلى الأمان، قد تتأثّر وظائف التغذية والطعام. يعاني المرضى من نقص في الشهية، بسبب النكهة غير المُستحبّة، والخوف من عدم القدرة على تمييز المواد الاستهلاكية الفاسدة. وبالتالي يسبّب حس الشم المنحرف أو المنخفض، في انخفاض جودة الحياة. يسبّب انحراف حاسة الشم تأثير سلبي أكبر على المريض من فقد الشم كلّيًّا، لأن المرضى غالباً ما يُذكّرون بالاضطراب الذي يملكون، وتتأثر العادات الطعامية بشكل أكبر.

## التصنيف والمصطلحات
قد يكون اضطراب الوظيفة الشمّية كيفيا و/أو كمّيا. في الاضراب الكمّي يكون هناك فقدانا تاما (انعدام شم) أو جزئيا في الوظيفة الشمّية (انخفاض)، وتسمّى الاضطرابات كمّية لأننا نستطيع قياس درجة النقص، اضطرابات الشم الكيفيّة لا يمكن قياسها، ويحدث فيها انحراف أو تبدّل في إدراك الإحساسات الشمّية، وتتضمّن خطل الشم، والاستيهام الشمّي.
يعتبر خلل الشم اضطرابا كيفيا، يتضمّن كل من خطل الشم والاستيهام الشمّي. سوء الوظيفة الشمّية الذي يتضمّن انخفاض حاسة الشم، وخلل الشم، وانعدام الشم، قد يكون أحادي الجانب أو ثنائي الجانب. انعدام الشم الذي يشمل المنخر الأيسر، يسمّى انعدام شم أحادي الجانب أيسر، بينما انعدام الشم ثنائي الجانب يسمّى كلّي. انحراف حاسة الشم، الذي يؤدي إلى شم لروائح سيئة يدعى استكراه الشم، ويطلق المصطلح نفسه، عند تحسّس روائح سيئة نتيجة التهاب جيوب أنفية، أو بلعوم.

### خطل الشم
خطل الشم هو انحراف في إدراك الرائحة، ويتسبب في اختلاف رائحة المواد عمّا يتذكر الشخص.

### استيهام الشم
استيهام الشم هو شم رائحة غير موجودة بالأصل، وعندما يستمر وهم الرائحة لأقل من بضع ثوانٍ، تسمّى الحالة هلوسة شمّية.

## الأسباب
على الرغم من أنّ أسباب خلل الشم غير واضحة بعد، إلّا أنّه يوجد نظريتان عامتان تصفان الأسباب: المحيطية، والمركزية.
في خطل الشم، تُرجع النظرية المحيطيّة سبب عدم القدرة على رسم صورة كاملة وصحيحة للرائحة، إلى فقدان الخلايا العصبيّة الشمّية المستقبلة الوظيفية. بينما بحسب النظرية المركزية، يعود السبب إلى مراكز دماغية متكاملة مسؤولة عن إدراك الرائحة بشكل خاطئ.
في استيهام الشم، بحسب النظرية المحيطية يعود السبب إلى إرسال الخلايا العصبية الشمية لإشارات غير طبيعة ونقلها إلى الدماغ، أو نقص الخلايا المُثبّطة التي تتواجد بشكل طبيعي في حال الوظيفة الطبيعية. بحسب النظرية المركزية، فإن سبب استيهام الشم هو مناطق دماغية ذات فعالية عالية جدًا تسبّب إدراك رائحة غير موجودة فعلًا.
لم تُحدَّد أسباب خلل الشم، ولكن حُدّدت موجودات سريرية مرافقة للاضطراب العصبي مثل:
- إنتان الجهاز التنفسي العلوي.
- مرض الجُريبات الأنفية وجنيب الأنفية.
- التعرّض لمواد كيميائية سامّة.
- شذوذات عصبية.
- رضوض الرأس.
- جراحة على التجويف الأنفي.
- أورام الفص الجبهي في الدماغ، والبصلة الشمّية.
- الصرع.

توصف معظم الحالات بأنها مجهولة السبب، والسوابق الرئيسية المتعلقة بخطل الشم هي التهاب الطرق التنفسية العلوية، ورضوض الرأس، وأمراض الجيوب الأنفية والجانب أنفية. يمكن أن توجد أسباب نفسية لانحراف الرائحة في الفصام، والذهان الكحولي، والاكتئاب، ومتلازمة الإشارة الشمية.

## التشخيص
قد يكون تشخيص خلل الشم أمرًا صعبًا، إذ يكون أغلب المرضى مُحبَطين، بسبب علاجات سابقة غير فعّالة، أو لظنّهم أنّهم مصابون بمرض عقلي. يجد بعض المرضى صعوبة في تقرير ما إذا كانت لديهم مشكلة في التذوّق أو الرائحة. في هذه الحالة، سيساعد طرح أسئلة حول خيارات الطعام في تحديد ما إذا كان المريض يعاني من اضطراب في الرائحة أو الذوق. من المهم تحديد إذا كان الاضطراب يحدث عند استنشاق رائحة، أو إذا كانت الرائحة موجودة من دون محفز. يمكن أن يساعد التاريخ الطبي أيضًا في تحديد نوع الاضطراب، لأن السوابق المرضية مثل عدوى الجهاز التنفسي ورضوض الرأس هي عادةً مؤشرات على حدوث خطل شم، بينما يحدث استيهام الشم عفويًّا، دون أي مؤشرات سابقة. لسوء الحظ لا توجد اختبارات تشخيصية دقيقة أو وسائل لتشخيص خلل الشم. يجب أن يعتمد الطبيب على المقابلة السريرية والأسئلة، والتاريخ الطبي.

## المعالجة
على الرغم من أنّ أغلب حالات خلل الشم تختفي من تلقاء نفسها، إلا أنّ العلاج أحيانًا ضروري للحصول على راحة فورية، سواء الدوائي أو الجراحي. من العلاجات المستخدمة: القطرات الأنفية الموضعية، والأوكسي ميتازولين، ومن الأدوية الأخرى المقترحة: المهدئات، ومضادات الاكتئاب، والأدوية المضادة للصرع. الأدوية قد تكون فعّالة أو لا تكون، وبعضها قد يكون ذا أثار جانبية غير محمولة من قبل المريض. يتضمّن العلاج الجراحي شق القحف الجبهي ثنائي الجاني، واستئصال الظهارة الشمّية، الذي يُزيل كل المنطقة العصبية الشميّة. تبعًا لبعض الدراسات، فإن إزالة الظهارة الشمّية عبر التنظير الأنفي علاج جراحي آمن وفعّال في علاج الاستيهام الشمّي، ينتج عن حجّ القحف الجبهي المزدوج انعدام شمّ، وكلا الجراحتين يحملان المخاطر العامة للجراحة.

## الوبائيّات
يعتبر الاستيهام الشمّي نادرًا بالمقارنة مع خطل الشم. يصيب خطل الشم 10-60% من مرضى سوء الوظيفة الشمّية تقريبًا، وبحسب الدراسات، قد يستمر خطل الشم من ثلاثة أشهر إلى 22 عام. ينتج عن مشاكل الشم والذوق أكثر من 200000 زيارة إلى الأطباء سنويًا في الولايات المتحدّة الأمريكيّة. حديثًا، لوحظ ترافق استيهام الشم مع مرض باركنسون، قد يكون استيهام الشم واسم قبل حركي لباركنسون، ولكن ما زال الموضوع موضع شكّ، لعدم وجود استيهام الشم لدى جميع مرضى باركنسون.